# Deilanthe
Deilanthe – rodzaj roślin z rodziny pryszczyrnicowatych (Aizoaceae). Według The Plant List w obrębie tego rodzaju znajdują się 3 gatunki. Występuje naturalnie w środkowej części Południowej Afryki. Gatunkiem typowym jest D. peersii (L.Bolus) N.E.Br.

## Morfologia
PokrójGruboszowate byliny tworzące kłącza, płożące.
LiścieNaprzemianległe, gruboszowate, często nieco owłosione, mają kształt od trójkątnie jajowatego do odwrotnie jajowatego i zielononiebieskawą barwę.
KwiatyPojedyncze, rozwijają się na szczytach pędów. Mają barwę od żółtej do różowawej.
OwoceTorebki podzielone na 8–12 komór.

## Systematyka
Rodzaj z plemienia Ruschieae podrodziny Ruschioideae z rodziny pryszczyrnicowatych Aizoaceae.  
Wykaz gatunków
- Deilanthe hilmarii (L.Bolus) H.E.K.Hartmann
- Deilanthe peersii (L.Bolus) N.E.Br.
- Deilanthe thudichumii (L.Bolus) S.A.Hammer